# Callophrys foulquieri
Callophrys foulquieri är en fjärilsart som beskrevs av Rivertigat 1915. Callophrys foulquieri ingår i släktet Callophrys och familjen juvelvingar. Inga underarter finns listade i Catalogue of Life.